# Nova Erechim
Nova Erechim es un municipio brasileño del estado de Santa Catarina. Tiene una población estimada al 2022 de 5 155 habitantes. Pertenece a la Región metropolitana de Chapecó.

## Toponimia
La ortografía correcta era Nueva Erexim pues se preservaba el uso de la letra "x" para palabras de origen caigangue. El nombre significa campo pequeno. A lo largo de los años, la ortografía fue alterada de Nueva Erexim a Nova Erechim.

## Historia
Los primeros habitantes de la localidad fueron gauchos descendientes de italianos y polacos, que se establecieron en 1952. El municipio fue creado el 28 de diciembre de 1964.